# Украина на зимних Паралимпийских играх 2018
От Украины на Зимние Паралимпийские игры 2018 года  в Пхёнчхан (Южная Корея) должны были поехать 33 спортсмена (столько же было в олимпийской сборной Украины): 23 из них — для участия в соревнованиях, ещё 10 — лидеры, помогающие спортсменам с нарушениями зрения. Но трое спортсменов снялись с соревнований из-за болезни. Флаг Украины во время церемонии открытия Паралимпиады-2018 нёс шестикратный паралимпийский чемпион Виталий Лукьяненко.
Министр спорта Украины Игорь Жданов во время торжественной церемонии проводов паралимпийской сборной Украины на Паралимпиаду-2018 в Пхёнчхане сообщил, что выплаты призёрам будут равны премиальным на Олимпийских играх. По возвращении на родину паралимпийские чемпионы Пхёнчхана получили 125 тысяч долларов, за «серебро» выплатили 80 тысяч долларов, за «бронзу» – 55 тысяч долларов в гривнах по курсу НБУ.

## Состав сборной
Состав утверждён приказом Министерства молодёжи и спорта Украины от 15 февраля 2018 года.

### Спортсмены с нарушениями зрения
1. Казик, Александр Викторович (Винницкая область) — лыжные гонки и биатлон
2. Ковалевский, Анатолий Александрович (г. Киев) — лыжные гонки и биатлон
3. Лукьяненко, Виталий Владимирович (Харьковская область) — лыжные гонки и биатлон
4. Махоткин, Александр Константинович (Харьковская область) — лыжные гонки и биатлон
5. Прилуцкая, Ольга Валерьевна (г. Киев) — лыжные гонки и биатлон
6. Решетинский, Ярослав Юрьевич (г. Киев) — лыжные гонки и биатлон
7. Суярко, Дмитрий Олегович (Черниговская область) — лыжные гонки и биатлон
8. Уткин, Юрий Владимирович (Харьковская область) — лыжные гонки и биатлон
9. Шишкова, Оксана Валерьевна (Харьковская область) — лыжные гонки и биатлон

Из итоговой заявки исключена лыжница и биатлонистка Рубановская, Наталья Николаевна (Винницкая область), которая не поехала в Южную Корею по состоянию здоровья.

### Спортсмены-ведущиепо лыжным гонкам и биатлону
1. Бабар, Борис Борисович (Черниговская область) — Прилуцкая, Ольга Валерьевна
2. Казаков, Виталий Валерьевич (Харьковская область) — Шишкова, Оксана Валерьевна
3. Кучерявый, Сергей Мартинович (Винницкая область) — Казик, Александр Викторович
4. Марчишак, Иван Владимирович (Киевская область) — Лукьяненко, Виталий Владимирович
5. Мукшин, Александр Васильевич (Сумская область) — Ковалевский, Анатолий Александрович
6. Никулин, Денис Николаевич (Харьковская область) — Махоткин, Александр Константинович
7. Перехода, Руслан Юрьевич (Харьковская область) — Уткин, Юрий Владимирович
8. Потапенко, Василий Васильевич (Черниговская область) — Суярко, Дмитрий Олегович
9. Стефурак, Назар Дмитриевич (Харьковская область) — Решетинский, Ярослав Юрьевич

Из итоговой заявки исключена Нестеренко, Лада Станиславовна (г. Киев), которая отказалась от поездки в Южную Корею в связи с тем, что не поехала Наталья Рубановская.

### Спортсмены с нарушениями опорно-двигательного аппарата
1. Батенкова-Бауман, Юлия Викторовна (Волынская область) — лыжные гонки и биатлон
2. Буй, Ирина Васильевна (Винницкая область) — лыжные гонки и биатлон
3. Вовчинский, Григорий Васильевич (Черкасская область) — лыжные гонки и биатлон
4. Конашук, Богдана Петровна (Волынская область) — лыжные гонки и биатлон
5. Кононова, Александра Николаевна (Киевская область) — лыжные гонки и биатлон
6. Ляшенко, Людмила Александровна (Харьковская область) — лыжные гонки и биатлон
7. Ошаров, Иван Станиславович (г. Киев) — горнолыжный спорт, сноубординг
8. Радь, Тарас Михайлович (Тернопольская область) — лыжные гонки и биатлон
9. Рептюх, Игорь Николаевич (Черниговская область) — лыжные гонки и биатлон
10. Романюк, Сергей Васильевич (Закарпатская область) — лыжные гонки и биатлон
11. Сытник, Виталий Юрьевич (Харьковская область) — лыжные гонки и биатлон
12. Яровый, Максим Владимирович (Николаевская область) — лыжные гонки и биатлон

Из итоговой заявки исключён лыжник и биатлонист Кравчук, Василий Васильевич (Львовская область).

## Медали
| Золото  | |                                                                  |          |
| №       | Спортсмены                                                                                                  | Вид спорта (дисциплина)                                          | Дата     |
| 1       | Виталий Лукьяненко лидер Иван Марчишак                                                                      | Биатлон (7,5 км для спортсменов с нарушением зрения)             | 10 марта |
| 2       | Максим Яровой                                                                                               | Лыжные гонки (15 км сидя)                                        | 11 марта |
| 3       | Игорь Рептюх                                                                                                | Лыжные гонки (20 км стоя)                                        | 12 марта |
| 4       | Тарас Радь                                                                                                  | Биатлон (12,5 км сидя)                                           | 13 марта |
| 5       | Оксана Шишкова лидер Виталий Казаков                                                                        | Биатлон (10 км для спортсменов с нарушением зрения)              | 13 марта |
| 6       | Виталий Лукьяненко лидер Иван Марчишак                                                                      | Биатлон (15 км для спортсменов с нарушением зрения)              | 16 марта |
| 7       | Юрий Уткин лидер Руслан Перехода Людмила Ляшенко Юлия Батенкова-Бауман Оксана Шишкова лидер Виталий Казаков | Лыжные гонки (4х2,5 км смешанная эстафета)                       | 18 марта |
| Серебро | |                                                                  |          |
| 1       | Оксана Шишкова лидер Виталий Казаков                                                                        | Биатлон (6 км для спортсменов с нарушением зрения)               | 10 марта |
| 2       | Оксана Шишкова лидер Виталий Казаков                                                                        | Лыжные гонки (15 км для спортсменов с нарушением зрения)         | 12 марта |
| 3       | Игорь Рептюх                                                                                                | Биатлон (12,5 км стоя)                                           | 13 марта |
| 4       | Александр Казик лидер Сергей Кучерявый                                                                      | Биатлон (12,5 км для спортсменов с нарушением зрения)            | 13 марта |
| 5       | Оксана Шишкова лидер Виталий Казаков                                                                        | Биатлон (12,5 км для спортсменов с нарушением зрения)            | 16 марта |
| 6       | Александр Казик лидер Сергей Кучерявый                                                                      | Биатлон (15 км для спортсменов с нарушением зрения)              | 16 марта |
| 7       | Григорий Вовчинський                                                                                        | Лыжные гонки (10 км стоя)                                        | 17 марта |
| Бронза  | |                                                                  |          |
| 1       | Людмила Ляшенко                                                                                             | Биатлон ( 6 км, стоя)                                            | 10 марта |
| 2       | Игорь Рептюх                                                                                                | Биатлон (7,5 км стоя)                                            | 10 марта |
| 3       | Анатолий Ковалевский лидер Александр Мукшин                                                                 | Биатлон (7,5 км для спортсменов с нарушением зрения)             | 10 марта |
| 4       | Людмила Ляшенко                                                                                             | Лыжные гонки (15 км стоя)                                        | 12 марта |
| 5       | Людмила Ляшенко                                                                                             | Биатлон (10 км стоя)                                             | 13 марта |
| 6       | Юрий Уткин лидер Руслан Перехода                                                                            | Биатлон (12,5 км для спортсменов с нарушением зрения)            | 13 марта |
| 7       | Оксана Шишкова лидер Виталий Казаков                                                                        | Лыжные гонки (спринт 1,5 км для спортсменов с нарушением зрения) | 14 марта |
| 8       | Максим Яровой                                                                                               | Лыжные гонки (7,5 км сидя)                                       | 17 марта |

## Мультимедалисты
Следующие участники национальной паралимпийской сборной Украины завоевали несколько медалей на Зимних Паралимпийских играх 2018.
| Спортсмен                               | Медаль  | Вид спорту   | Дисципліна                                              |
| --------------------------------------- | ------- | ------------ | ------------------------------------------------------- |
| Виталий Лукьяненко лидер Иван Марчишак  | Золото  | Биатлон      | 7,5 км, с нарушением зрения                             |
| Виталий Лукьяненко лидер Иван Марчишак  | Золото  | Биатлон      | 15 км с нарушением зрения                               |
| Оксана Шишкова (Лидер: Виталий Казаков) | Золото  | Биатлон      | 10 км, с нарушением зрения (женщины)                    |
| Оксана Шишкова (Лидер: Виталий Казаков) | Серебро | Биатлон      | 6 км, с нарушением зрения (женщины)                     |
| Оксана Шишкова (Лидер: Виталий Казаков) | Серебро | Биатлон      | 12,5 км, с нарушением зрения (женщины)                  |
| Оксана Шишкова (Лидер: Виталий Казаков) | Золото  | Лыжные гонки | 4х2,5 км смешанная эстафета                             |
| Оксана Шишкова (Лидер: Виталий Казаков) | Серебро | Лыжные гонки | 15 км, свободным стилем, с нарушением зрения (женщины)  |
| Оксана Шишкова (Лидер: Виталий Казаков) | Бронза  | Лыжные гонки | 1,5 км, спринт, классика, с нарушением зрения (женщины) |
| Игорь Рептюх                            | Золото  | Лыжные гонки | 20 км, свободным стилем, стоя (мужчины)                 |
| Игорь Рептюх                            | Серебро | Биатлон      | 12,5 км, свободным стилем, стоя (мужчины)               |
| Игорь Рептюх                            | Бронза  | Биатлон      | 7,5 км, стоя (мужчины)                                  |
| Максим Яровой                           | Золото  | Лыжные гонки | 15 км, сидя                                             |
| Максим Яровой                           | Бронза  | Лыжные гонки | 7,5 км, сидя                                            |
| Александр Казик лидер Сергей Кучерявый  | Серебро | Биатлон      | 12,5 км, с нарушением зрения                            |
| Александр Казик лидер Сергей Кучерявый  | Серебро | Биатлон      | 15 км с нарушением зрения                               |
| Людмила Ляшенко                         | Бронза  | Биатлон      | 6 км, стоя (женщины)                                    |
| Людмила Ляшенко                         | Бронза  | Биатлон      | 10 км, стоя (женщины)                                   |
| Людмила Ляшенко                         | Золото  | Лыжные гонки | 4х2,5 км смешанная эстафета                             |
| Людмила Ляшенко                         | Бронза  | Лыжные гонки | 15 км, свободным стилем, стоя (женщины)                 |
| Юрий Уткин лидер Руслан Перехода        | Золото  | Лыжные гонки | 4х2,5 км смешанная эстафета                             |
| Юрий Уткин лидер Руслан Перехода        | Бронза  | Биатлон      | 12,5 км, с нарушением зрения                            |